# Landschaftsschutzgebiet Moddenbach

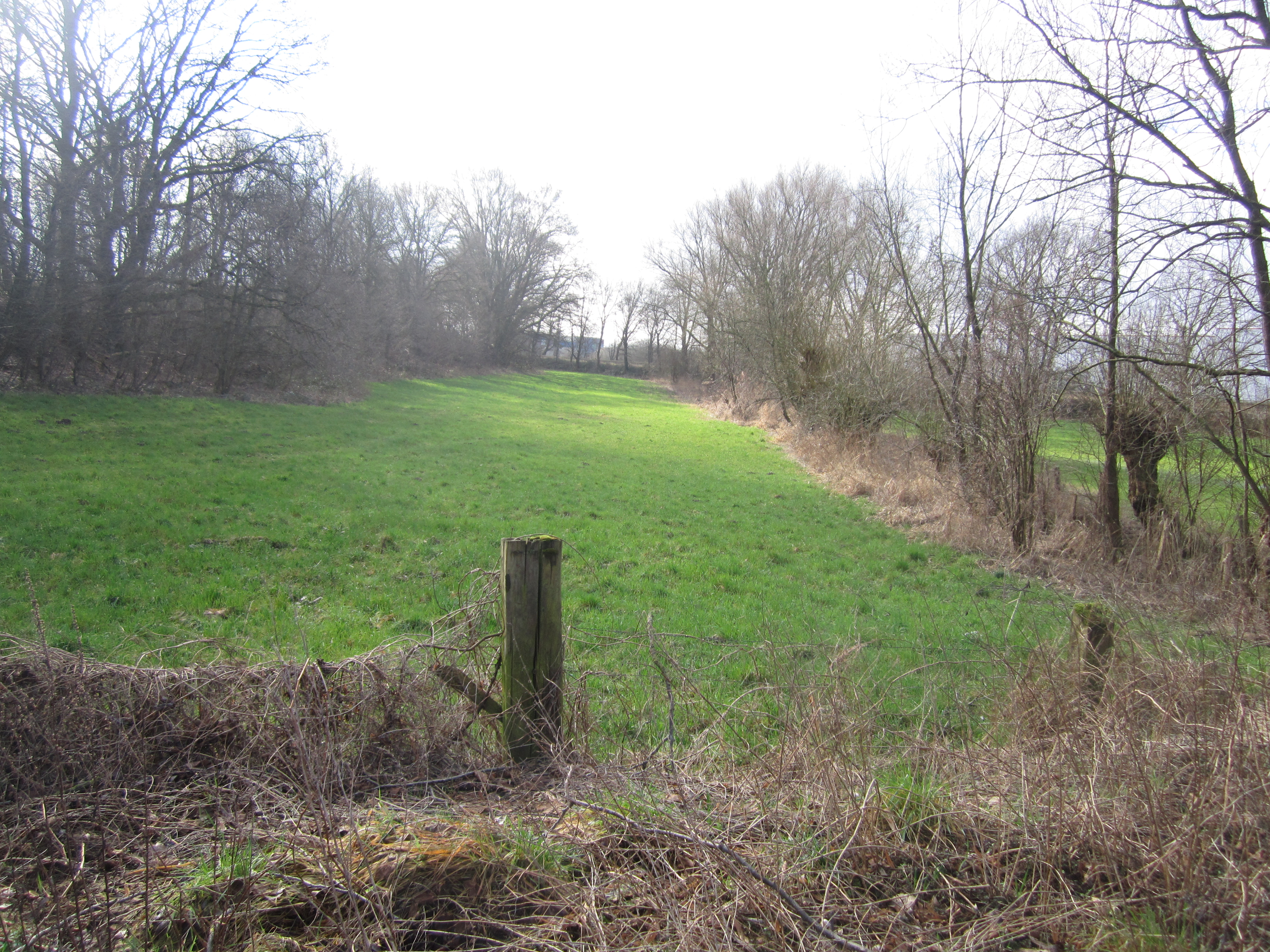
Grünlandbereich im LSG

Das Landschaftsschutzgebiet Moddenbach mit 16,3 Hektar Flächengröße liegt im Stadtgebiet Bad Salzuflen. Es wurde 2006 mit dem Landschaftsplan „Bad Salzuflen“ durch den Kreistag des Kreises Lippe als Landschaftsschutzgebiet (LSG) ausgewiesen. Das Landschaftsschutzgebiet Hartigsee grenzt östlich direkt an. Das Gewerbegebiet Holzhausen grenzt direkt westlich an. Das LSG liegt innerhalb des Einstaubereiches des Hochwasserrückhaltebeckens Bega. Dieses wird von verschiedenen Straßen und einer Bahntrasse gekreuzt.

## Beschreibung
Das LSG umfasst einen 2,2 Kilometer langen Abschnitt des Moddenbaches mit Auenbereichen. Außerhalb des LSG mündet der Moddenbach in die Bega. Der Bach ist im Schutzgebiet weitgehend begradigt. Nur westlich des Hartigsees ist der Bach renaturiert. Teilweise begleiten nur einzelne Erlen und Kopfweiden den Bach. Im renaturierten Bereich gibt es angelegte Tümpel. Hier stehen größere Röhrichtbestände. Im LSG liegen die letzten Grünlandflächen im Tal. Am Siekrand stehen einzelne Obstbäume und Hecken. Im südlichen Bereich umfasst das LSG im Wesentlichen ein Pappelgehölz mit einem wechselnden Anteil von Erlen und zum Teil Weiden.

## Schutzzwecke für das LSG
Laut Landschaftsplan erfolgte die Ausweisung des LSG:
- „zur Erhaltung und Wiederherstellung der Leistungsfähigkeit des Naturhaushaltes in ökologisch besonders wertvoll strukturierten Bereichen mit Wasser-, Klima- und Biotopschutzfunktionen,“
- „zur Erhaltung und Wiederherstellung von Quellbereichen und naturnahen Fließgewässern, Wald- und Grünlandbereichen unterschiedlicher Feuchtestufen, Feldgehölzen, Hecken und Obstwiesen,“
- „zur Erhaltung morphologisch ausgeprägter Bereiche zur Sicherung der landschaftlichen Eigenart und Vielfalt für die Erholung,“
- „zur Erhaltung wertvoller Biotopkomplexe aus Wald-Grünlandbereichen, Fließgewässern und Quellen sowie Biotopen nach § 62 LG mit wichtigen Refugial-, Puffer-, Trittstein- und Vernetzungsfunktionen,“
- „zur Erhaltung und Wiederherstellung wichtiger Rückzugsräume für die bedrohte Tier- und Pflanzenwelt,“
- „zur Sicherung der das Orts- und Landschaftsbild gliedernden und belebenden und die dörflichen Siedlungsstrukturen prägenden Freiraumelemente.“[1]

## Rechtliche Vorschriften
Im Landschaftsschutzgebiet ist unter anderem das Errichten von Bauten verboten. Grün- und Brachland darf nicht in eine andere Nutzungsart umgewandelt oder umgebrochen werden.